# Sybille Schmitz
Sybille Maria Christina Schmitz (ur. 2 grudnia 1909 w Düren, zm. 13 kwietnia 1955 w Monachium) – niemiecka aktorka teatralna i filmowa.
Pierwszą, niewielką rolę zagrała w jednym z teatrów berlińskich w 1927. Debiut filmowy nastąpił rok później w partyjnym filmie propagandowym Freie fahrt, gdzie zagrała młodą działaczkę. Debiut w roli pierwszoplanowej miał miejsce w 1932 w filmie Karla Hartlsa F.P.1 antwortet nicht. W okresie rządów nazistowskich nastąpił okres największej popularności aktorki. Po zakończeniu II wojny światowej publiczność odwróciła się od niej z uwagi na ścisłą współpracę z filmografią III Rzeszy. Grała już tylko w rolach drugoplanowych. Stopniowo pogrążała się w alkoholizmie, narkomanii i depresji. Miała kilka prób samobójczych. Przebywała także na przymusowym leczeniu psychiatrycznym. Uczestniczyła w licznych romansach. Wszystko to wpłynęło na ostracyzm środowiskowy i było przyczyną rozwodu z mężem – Haraldem G. Petersonem (1945).
13 kwietnia 1955 popełniła samobójstwo, przedawkowując leki nasenne, o dostarczenie których oskarżano współlokatorkę, lekarkę Ursulę Moritz.
Została pochowana na Cmentarzu Wschodnim w Monachium.

## Filmografia
- Überfall (1928)
- Dziennik upadłej dziewczyny (Tagebuch einer Verlorenen, 1929)
- F.P.1 antwortet nicht (1932)
- Rivalen der Luft (1933)
- Musik im Blut (1934)
- Oberwachtmeister Schwenke (1934)
- Punks kommt aus Amerika (1935)
- Stradivari (1935)
- Wenn die Musik nicht wär/Das Lied der Liegbe (1935)
- Ich war Jack Mortimer (1935)
- Die Leuchter des Kaisers (1936)
- Die Unbekannte (1936)
- Die Kronzeugin (1937)
- Signal in der Nacht (1937)
- Es leuchten die Sterne (1938)
- Hotel Sacher (1939)
- Die fremde Frau (1939)
- Clarissa (1941)
- Wetterleuchten um Barbara (1941)
- Vom Schicksal verweht (1942)
- Die Hochstaplerin (1943)
- Titanic (1943)
- Das Leben ruft (1944)
- Die letzte Nacht (1949)
- Die Lüge (1950)
- Kronjuwelen (1950)
- Das Haus an der Küste (1953)